# ماري إيفرست بول
ماري إيفرست بول (بالإنجليزية: Mary Everest Boole)‏ (11 مارس 1832 في ويكوار في غلوسترشير - 17 مايو 1916 في ميدلسكس في إنجلترا)، عالمة رياضيات علمت نفسها بنفسها، ومعروفة بأنها مؤلفة أعمال تعليمية في الرياضيات، مثل فلسفة الجبر ومتعته، وهي زوجة عالم الرياضيات جورج بول. تضمنت أفكارها التقدمية حول التعليم، مثلما شُرحت في كتاب إعداد الطفل للعلوم، تشجيع الأطفال على استكشاف الرياضيات من خلال أنشطة مرحة مثل خياطة المنحنى. تثير حياتها اهتمام النسويات كمثال على كيفية عمل النساء في نظام أكاديمي لم يرحب بهنّ.

## الحياة
وُلدت في إنجلترا، وهي ابنة القس توماس روبيل إيفرست، رئيس جامعة ويكوار، وماري (ريال قبل الزواج). عمها جورج إيفرست، المساح والجغرافي والذي سميت قمة إيفرست تيمنًا باسمه. قضت الجزء الأول من حياتها في فرنسا، حيث تلقت تعليمها في الرياضيات من مدرس خاص. عند عودتها إلى إنجلترا في سن الحادية عشرة، تابعت اهتمامها بالرياضيات من خلال التعلم الذاتي. درسها عالم الرياضيات جورج بول، وزارته في أيرلندا حيث شغل منصب أستاذ الرياضيات في كلية كورك الجامعية. عند وفاة والدها في عام 1855، تزوجا وانتقلت إلى كورك. ساهمت ماري إلى حد كبير كمحررة في كتاب بول قوانين الفكر، وهو عمل يتعلق بالمنطق الجبري. لديها خمس بنات منه.
ترملت عام 1864 عن عمر يناهز 32 عامًا، وعادت إلى إنجلترا حيث عُرض عليها منصب أمينة مكتبة في كلية كوينز بلندن. درست أيضًا الرياضيات بشكل خاص، وطورت فلسفة التدريس التي شملت استخدام المواد الطبيعية والأنشطة البدنية لتشجيع التصور الخيالي للموضوع. امتد اهتمامها إلى ما وراء الرياضيات إلى النظرية الداروينية وعلم النفس وعلم الفلسفة ونظمت مجموعات مناقشة حول هذه الموضوعات وغيرها. نظمت مجموعات نقاشية للطلاب مع جيمس هينتون غير التقليدي المؤيد لتعدد الزوجات في كلية كوينز، بالرغم من عدم موافقة السلطات. أدى هذا جزئيًا إلى انهيارها العقلي وتشتيت أطفالها. لاحقًا خلال حياتها، انتسبت إلى دائرة نشر تولستويان المسالمة العائدة لتشارلز وليام دانييل، اختارت اسم «ذا كرانك» لمجلته لأنها قالت: «الكرانك (الكوكايين) هو الشيء الصغير الذي صنع الثورات».
ماري مصلحة سياسية نشطة، إذ أدخلت ابنتها إثيل إلى القضية الروسية المناهضة للقيصر تحت قيادة سيرغي ستيبنياك. بعد حرب البوير 1899-1902، أصبحت أكثر صراحة في كتاباتها ضد الإمبريالية والدين المنظم والعالم المالي والأفعال الرمزية التي شعرت أن البرلمان يمثلها. عارضت حق الاقتراع، وربما لهذا السبب لم تعتبر نسوية. توفيت في عام 1916، عن عمر يناهز 84 عامًا.

## المساهمات في التعليم
اهتمت ماري أولًا بالرياضيات والتدريس عن طريق مدرسها في فرنسا، ماري ديبليس. ساعدها على فهم الرياضيات من خلال الاستبيان وكتابة دفتر يوميات. بعد زواجها من جورج بول، بدأت في المساهمة في العالم العلمي من خلال تقديم المشورة لزوجها في عمله أثناء حضورها محاضراته، ولم يُسمع بامرأة فعلت ذلك في تلك الفترة الزمنية. خلال هذا الوقت، تشاركت أيضًا الأفكار مع فيكتوريا ويلبي، وهي عالمة وصديقة أخرى. ناقشتا كل شيء من المنطق والرياضيات إلى علم التربية واللاهوت والعلوم.
بدأت تعليمها أثناء عملها كأمينة مكتبة. درست ماري الطلاب بطرق جديدة باستخدام الأشياء الطبيعية، مثل العصي أو الحجارة. وضعت نظرية بأن استخدام التلاعب المادي من شأنه أن يعزز الفهم اللاشعوري للمواد التي تعلمها في الفصول الدراسية. واحدة من أبرز مساهماتها في مجال التلاعب المادي هي خياطة المنحنى مع استخدام بطاقات الخياطة، والتي اكتشفتها كشكل من أشكال التسلية للطفل. ساعد ذلك في تشجيع الربط بين المفاهيم الرياضية والمصادر الخارجية.
أوضح كتابها فلسفة الجبر ومتعته الجبر والمنطق للأطفال بطرق مثيرة للاهتمام، بدءًا من الخرافة، مرورًا بأجزاء من التاريخ. إنها لا تشير إلى التاريخ فحسب، بل أيضًا إلى الفلسفة والأدب، مستخدمةً نغمة صوفية للحفاظ على انتباه الأطفال. شجعت ماري استخدام الخيال الرياضي مع التفكير النقدي والإبداع، إلى جانب كتابة اليوميات العاكسة وخلق الصيغ الخاصة، التي اعتُبرت ضرورية لتقوية الإدراك والفهم. التعلم التعاوني مهم أيضًا لأن الطلاب يمكنهم مشاركة الاكتشافات مع بعضهم في بيئة لتدريس الأقران وتطوير أفكار وطرق جديدة.
عملت على تطوير أعمال زوجها مع إيلاء اهتمام كبير لعلم النفس الرياضي. كان التركيز الرئيسي لجورج بول على علم النفس، وقدمت ماري رؤية أكثر إيديولوجية لعمله. دعمت فكرة أن الحساب لم يكن مجردًا بحتًا مثلما يعتقد الكثيرون، ولكنه شبيه بالإنسان أكثر. النبض مهم أيضًا في أعمالها، ويمكن وصفه بأنه سلسلة من المواقف العقلية مع انتباهها إلى التحليل والتركيب. اعتقدت أن المنطق الهندي لعب دورًا في تطوير المنطق الحديث من قبل زوجها جورج بول وغيره.

## الروحانية
اهتمت بول بما وراء علم النفس ومسائل السحر والتنجيم، وكانت روحانية مقتنعة. انضمت إلى جمعية البحوث النفسية عام 1882 وكانت أول امرأة عضو فيها. مع ذلك، ولكونها الأنثى الوحيدة، استقالت بعد ستة أشهر.
ألّفت بول كتاب رسالة العلوم النفسية للأمهات والممرضات. كشفت المخطوط إلى فريدريك دينيسون موريس، الذي اعترض على أفكارها المثيرة للجدل، وكنتيجة لذلك، فقدت وظيفتها كأمينة مكتبة في كلية كوينز. لم ينشر الكتاب حتى عام 1883. أعيد نشره لاحقًا باسم رسالة العلوم النفسية إلى العالم عام 1908.
كانت بول طبيبة لمعالجة المثلية.

## العائلة
تركت بناتها الخمس بصماتهن في مجموعة من المجالات. أصبحت أليشيا بول ستوت (1860-1940) خبيرة في الهندسة رباعية الأبعاد. تزوجت إثيل ليليان (1864-1960) من الثوري البولندي ويلفريد مايكل فوينيتش وألفت عددًا من الأعمال بما فيها ذا غادفلاي. تزوجت ماري إلين من عالم الرياضيات تشارلز هينتون، وكانت مارغريت (1858-1935) والدة عالم الرياضيات جيوفري انغرام تايلور. لوسي إيفرست (1862-1905) كيميائية موهوبة، وأصبحت أول امرأة زميلة في معهد الكيمياء.
مرض زوج ماري إيفرست بول في عام 1864 بعد أن مشى ميلَين تحت المطر، فابتلت ثيابه ثم ألقى محاضرة وهو يرتدي ملابسه الرطبة. أصيب بنزلة برد وحمى شديدة. وضعت ماري زوجها في السرير -وبما أنها كانت تؤمن بمبدأ المقارنات وما شابهه من العلاجات- فكرت في صب دلو من الماء فوقه لربما يساعده ذلك. هذا جعله أسوأ بشكل مأساوي. في 8 ديسمبر 1864، توفي بسب انصباب الجنب المحرّض بالحمى.